# Década de 1140 a.C.

## Eventos
- 1148 a.C.: Queda de Troia, pelos cálculos de Eutrópio.[1][Nota 1]